# Espaosines
Espaosines (c. 209 - 124 a. C.) fue un sátrapa instalado por el rey seleucida Antíoco IV Epífanes y más tarde fue el primer rey de Caracene. Espaosines es principalmente conocido a través de monedas, pero también aparece en textos de escritura cuneiforme (en los diarios astronómicos babilónicos). Plinio el Viejo menciona que era hijo de Sagdodonaco, rey de los árabes comarcanos.
Según Plinio el Viejo, Espaosines era de ascendencia árabe, aun así, su nombre era persa.
Espaosines fue nombrado sátrapa de la región de Caracene por Antíoco IV y reconstruyó la ciudad después de una inundación. En el 141 a. C los partos dirigidos por Mitrídates I conquistaron Mesopotamia a los seleucidas, momento en el cual Espaosines se declaró independiente. Dos años después de la invasión, en una tablilla babilónica figura con el título de rey.
Espaosines consiguió mantenerse independiente del poder parto, e incluso durante la reconquista seleucida de Mesopotamia llevada a cabo por Antíoco VII Evergetes en el 130 a. C.. Un año después el territorio volvía a los partos de la mano de su rey Fraates II, quien nombró a Himero como gobernador de Mesopotamia. 
El gobierno de Himero fue despótico y motivo el descontento de la población de Babilonia y de la baja Mesopotamia. Aprovechando la ausencia del rey Fraates II, en guerra contra las tribus escitas, Espaosines derrotó a Himero y conquistó partes del sur Mesopotamia, incluyendo Babilonia, y de Irán. El 24 de junio de 127 a. C., figura como rey de Babilonia por primera vez en los diarios astronómicos babilónicos. Una inscripción encontrada en Baréin, entonces conocida como Tylos, indica que también gobernó esta isla. La inscripción menciona a su mujer, la reina Thalassia.
Sin embargo sus conquistas en Mesopotamia se pierden a finales del año 127 a. C. a manos del sucesor de Fraates, Bagasis, quien recupera el territorio como atestigua la presencia en la zona nuevamente de monedas partas titulándo al rey parto de victorioso (ΝΙΚΗΦΟΡΟΣ).
En el 124 a. C., Espaosines enfermó y murió en el 11 de junio. Después de la muerte de su marido, la reina Thalassia intentó establecer a su hijo en el trono. Los pormenores de su sucesión nos son desconocidos, así como el nombre de su hijo, aunque se especula con la figura de Apodakos, siguiente rey de Caracene fechado con seguridad, que reino entre el 110 a. C. y el 104 a. C.
Las monedas con su nombre fueron acuñadas hasta el 121 a. C. Las monedas de su época han sido descubiertas en Kuwait y Qatif en Arabia Saudí.

## Lectura general
- Potts, D.T.  The Archaeology of Elam. Cambridge 1999, pp. 390–391.